# Philippe Valois
Pour les articles homonymes, voir Valois.
Philippe Valois (né le 27 mars 1907 et mort le 28 août 1986) est un avocat et homme politique fédéral du Québec.

## Biographie
Né à Lachute dans la région des Laurentides, Philippe Valois devient député de la nouvelle circonscription fédérale d'Argenteuil – Deux-Montagnes pour le Parti libéral lors des élections de 1949. Réélu en 1953 et en 1957, il ne se représente pas en 1958, laissant la place au progressiste-conservateur Joseph-Octave Latour.